# Fiolhoso
Fiolhoso es una freguesia portuguesa del concelho de Murça, con 16,26 km² de superficie y 603 habitantes (2001). Su densidad de población es de 37,1 hab/km².